# Uma Agenda para a Paz
Uma Agenda para a Paz: Diplomacia preventiva, pacificação e manutenção da paz (em inglês:  An Agenda for Peace: Preventive diplomacy, peacemaking and peace-keeping), mais comumente conhecido simplesmente como Uma Agenda para a Paz (em inglês:  An Agenda for Peace), é um relatório escrito para as Nações Unidas pelo Secretário-Geral Boutros Boutros-Ghali em 1992. Nele, Boutros-Ghali responde a um pedido do Conselho de Segurança da ONU por uma “análise e recomendações” para fortalecer a pacificação e a manutenção da paz. O documento descreve a maneira como Boutros-Ghali sentiu que a ONU deveria responder ao conflito no mundo pós-Guerra Fria.

Reconhecendo as limitações da manutenção da paz, especialmente porque tais esforços estavam se tornando predominantes no início da década de 1990, o Conselho de Segurança da ONU se reuniu em 1992 em uma primeira reunião de chefes de estado. Os 15 membros encerraram a conferência emitindo uma declaração solicitando ao então Secretário-Geral Boutros Boutros-Ghali que escrevesse um relatório recomendando futuras reformas. Em sua declaração, os chefes de estado reconheceram que, 
“A ausência de guerra e conflitos militares entre Estados não garante por si só a paz e a segurança internacionais. As fontes não militares de instabilidade nos campos econômico, social, humanitário e ecológico tornaram-se ameaças à paz e à segurança. Os membros das Nações Unidas como um todo, trabalhando por meio dos órgãos apropriados, precisam dar a mais alta prioridade à solução dessas questões.”
O Conselho de Segurança viu o que muitos críticos da manutenção da paz sugeriram, e algumas falhas recentes tornaram óbvio: a manutenção da paz por si só, como era praticada na época, não era suficiente para garantir uma paz duradoura.
Boutros-Ghali apresentou sua resposta alguns meses depois, na forma de Uma Agenda para a Paz. Nela, ele delineou uma série de processos adicionais de diplomacia preventiva que a comunidade internacional poderia usar antes da manutenção da paz, ou simultaneamente. Ele também sugeriu definições distintas para pacificação e manutenção da paz, e fez referência ao Capítulo VII da Carta das Nações Unidas para justificar o envolvimento militar sem o consentimento de ambas as partes. Anteriormente, esses conceitos não haviam sido formalmente abordados pela liderança da ONU. No entanto, a contribuição mais significativa de Uma Agenda para a Paz para a compreensão moderna da paz é sua introdução do conceito de “construção da paz pós-conflito”. Boutros-Ghali define “construção da paz pós-conflito” como “ação para identificar e apoiar estruturas que tenderão a fortalecer e solidificar a paz a fim de evitar uma recaída no conflito”.
O conceito de construção da paz pós-conflito tem sido especialmente importante na disciplina acadêmica de estudos para a paz e conflito. Ele foi adotado por vários acadêmicos para sugerir uma estrutura para a paz que aborda não apenas as formas latentes de violência física, mas também aspectos de uma sociedade que são estruturalmente violentos e podem levar a um ressurgimento de lutas (veja a discussão sobre paz positiva no artigo sobre estudos para a paz e conflito).